# لرنس کریک (اکلاهما)
لرنس کریک(به انگلیسی: Lawrence Creek) شهری در ایالت اکلاهما کشور ایالات متحده آمریکا است که جمعیت آن در سرشماری سال ۲۰۱۰ میلادی، ۱۴۹ نفر بوده‌است.